# 三林体育中心
三林体育中心，曾经是浦东棒垒球场、上海康贝棒垒球场，是上海市一个综合性运动场，位于浦东新区云莲路201号，占地约9000亩，1996年8月份完工，当时球场内设有垒球和棒球比赛标准场地各1片，并附有训练场。1998年8月，球场由康贝上海有限公司托管后，改名浦东康贝棒垒球中心。此后在原有基础上增添了篮球场、乒乓室、桌球室等体育设施。
浦东棒垒球场曾承办中华人民共和国第八届运动会的棒垒球比赛，还先后举办第七届亚洲女子垒球锦标赛、全国棒球锦标赛、上海国际垒球邀请赛、全国棒球联赛等赛事。2004年，中国棒球联赛也在该比赛场举行。
康贝棒球场在2008年中被拆除，改造成三林体育中心。改造后的三林体育中心总占地面积约54930平方米、总建筑面积约70498平方米，有7层的综合训练馆、带两块专业冰面的多功能体育馆“飞扬冰上运动中心”、游泳馆、部分体育配套用房、地下停车库、室外健身步道、室外篮球场、室外足球场及市民健身苑点。2017-18赛季，北京昆仑鸿星冰球队曾将自己在KHL的主场设置在三林体育中心，此外，2016至2017赛季，昆仑鸿星也曾将主场放在三林体育中心长达三个月时间。2018年10月30日，三林体育中心全面对外开放。